# Henry H. Hsieh
Henry H. Hsieh est un astronome américain né en 1978.

## Biographie
Henry H. Hsieh est originaire de Florham Park, dans le New Jersey. Il est diplômé de Hanover Park High School (1996), de Harvard College (2000), et de l'Université d'Hawaï (2007).
Il a poursuivi ses études par un stage postdoctoral à l'Université Queen de Belfast de 2007-2010. Il est aujourd'hui à Hawaï et travaille en tant que Fellow Hubble. 
Hsieh s'intéresse aux objets transitionnels (astéroïdes cométaires), il a co-découvert le caractère cométaire de (118401) LINEAR ainsi que six satellites de Jupiter, S/2003 J 3, Hélicé, S/2003 J 5, Eukéladé, S/2003 J 4  et Aédé.
L'astéroïde (17857) Hsieh a été nommé en son honneur.